# ロイヤルにいはま
ロイヤルにいはまはかつて四国中央フェリーボート（バンパックフェリー）が運航していたフェリー。愛媛県新居浜市の新居浜港（新居浜東港）から愛媛県川之江市(現・四国中央市）の川之江港、兵庫県神戸市東灘区青木の神戸港（東神戸フェリーセンター）を経由し大阪府大阪市住之江区の大阪港（大阪南港フェリーターミナル）を結ぶ航路に就航していた。

## 概要
サノヤス水島製造所で建造され、1990年（平成2年）3月26日竣工、4月10日就航の船舶整備公団共有船。デザインのベースは「にいはま２」型のフェリーを踏襲しつつも、トラック輸送と旅客双方を重視した造りとなっていた。船内へのアプローチにはこの航路では初めてエスカレーターが設置され、また展望風呂も設けられた。姉妹船「ロイヤルかわのえ」とともに1998年（平成10年）4月5日に航路が廃止されるまで活躍した。航路廃止後は海外へ売船。

## 船内

### 船室
- 特別室　　　　 4名
- 特等　　　　　48名
- 一等　　　　　16名
- 二等指定　　　60名
- 二等　　　　 400名
- ドライバー室　72名

旅客定員　計600名

### 設備
- 案内所
- 売店
- 軽食喫茶コーナー
- エントランスホール
- 展望風呂